# Recaș
Recaș (alemán: Rekasch; húngaro: Temesrékás; serbocroata: Рекаш/Rekaš) es una ciudad con estatus de oraș rumana perteneciente al județ de Timiș.
En 2011 tiene 8336 habitantes.
Pertenecen a la villa seis pueblos o pedanías: Bazoș, Herneacova, Izvin, Nadăș (despoblado), Petrovaselo y Stanciova.
Se ubica sobre la carretera E70, a medio camino entre Timișoara y Lugoj.